# 九龍城

九龍城（2017年）

九龍城（英語：Kowloon City）是香港十八區之一九龍城區的中心部份區域，廣義上橫跨九龍城區及黃大仙區。狹義之具體位置為東面以東正道與沙浦道及黃大仙區東頭邨及東匯邨為界，東南面以太子道東與馬頭涌及啓德為界，南面以太子道西與馬頭圍為界，西面以聯合道與九龍仔為界，北面以東頭村道與黃大仙區白鶴山為界。
現時九龍城以住宅樓宇為主，由於相當鄰近前啟德機場，故該區樓宇高度受到嚴格的限制，未有太大發展，直至機場搬遷後才逐漸有高樓大廈落成。九龍寨城公園亦位於九龍城。

## 地理位置
九龍城位於馬頭圍及馬頭涌以北，樂富（黃大仙區）以南，九龍仔以東，範圍包括九龍寨城公園，以及賈炳達道及衙前圍道一帶。
而廣義上，九龍城還包括東頭邨和白鶴山，包括美東邨的前身東頭村和西頭村附近，即北至杏林道與樂富為界，東至彩虹道包括啟德河上游一帶與新蒲崗為界。不過，隨着區議會制度的建立，基於人口分佈等因素，東頭邨和美東邨被劃入黃大仙區，故現今一般將該地視爲黃大仙區的範圍，另外在沙浦道部分區域也劃入黃大仙區。一般而言，部分前啟德機場之範圍原屬於九龍城的一部份，惟經過發展之後，成為一個新區域啟德。

## 地名由來
九龍城名稱起源於19世紀清政府駐軍的九龍寨城（Kowloon Walled City，即「九龍牆城」之意）。早年英國人曾稱當地爲 Chinese Town（意爲「中國城」），城牆後於二戰期間被日軍拆毀。當時九龍寨城爲九龍半島上唯一的城鎮，後來「九龍城」演變成城寨所在地一帶的地名。

### 地名使用
值得留意的是，雖然九龍城道（位於土瓜灣）、九龍城碼頭與巴士總站（位於馬頭角）、九龍城（盛德街）巴士總站（位於馬頭圍）、九龍城警署（位於馬頭圍）、九龍城法院大樓與九龍城裁判法院（位於馬頭圍）及九龍城政府合署（位於紅磡鶴園）均以九龍城為名，但實際上以服務全九龍城區而命名，並不在九龍城的範圍。

## 氣候
| 九龍城 (2009-2025)  | 九龍城 (2009-2025) | 九龍城 (2009-2025) | 九龍城 (2009-2025) | 九龍城 (2009-2025) | 九龍城 (2009-2025) | 九龍城 (2009-2025) | 九龍城 (2009-2025) | 九龍城 (2009-2025) | 九龍城 (2009-2025) | 九龍城 (2009-2025) | 九龍城 (2009-2025) | 九龍城 (2009-2025) | 九龍城 (2009-2025) |
| 月份                | 1月                | 2月                | 3月                | 4月                | 5月                | 6月                | 7月                | 8月                | 9月                | 10月               | 11月               | 12月               | 全年               |
| ------------------- | ------------------ | ------------------ | ------------------ | ------------------ | ------------------ | ------------------ | ------------------ | ------------------ | ------------------ | ------------------ | ------------------ | ------------------ | ------------------ |
| 历史最高温 °C（°F） | 28.8 (83.8)        | 30.3 (86.5)        | 32.1 (89.8)        | 34.0 (93.2)        | 36.6 (97.9)        | 35.5 (95.9)        | 37.3 (99.1)        | 37.9 (100.2)       | 36.8 (98.2)        | 35.4 (95.7)        | 32.1 (89.8)        | 30.8 (87.4)        | 37.9 (100.2)       |
| 平均高温 °C（°F）   | 20.4 (68.7)        | 21.1 (70.0)        | 23.3 (73.9)        | 26.5 (79.7)        | 29.5 (85.1)        | 31.4 (88.5)        | 32.5 (90.5)        | 32.4 (90.3)        | 31.8 (89.2)        | 29.0 (84.2)        | 25.8 (78.4)        | 21.4 (70.5)        | 27.1 (80.8)        |
| 日均气温 °C（°F）   | 16.3 (61.3)        | 17.4 (63.3)        | 19.8 (67.6)        | 22.7 (72.9)        | 26.2 (79.2)        | 28.4 (83.1)        | 29.1 (84.4)        | 28.9 (84.0)        | 28.3 (82.9)        | 25.5 (77.9)        | 22.1 (71.8)        | 17.6 (63.7)        | 23.6 (74.5)        |
| 平均低温 °C（°F）   | 13.7 (56.7)        | 14.8 (58.6)        | 17.3 (63.1)        | 20.6 (69.1)        | 24.1 (75.4)        | 26.3 (79.3)        | 26.6 (79.9)        | 26.4 (79.5)        | 25.8 (78.4)        | 23.2 (73.8)        | 19.7 (67.5)        | 15.0 (59.0)        | 21.1 (70.0)        |
| 历史最低温 °C（°F） | 1.9 (35.4)         | 5.5 (41.9)         | 7.0 (44.6)         | 12.1 (53.8)        | 15.4 (59.7)        | 19.8 (67.6)        | 22.7 (72.9)        | 22.4 (72.3)        | 22.2 (72.0)        | 14.5 (58.1)        | 7.3 (45.1)         | 4.6 (40.3)         | 1.9 (35.4)         |
| 来源：香港天文台    |                    |                    |                    |                    |                    |                    |                    |                    |                    |                    |                    |                    |                    |

## 歷史

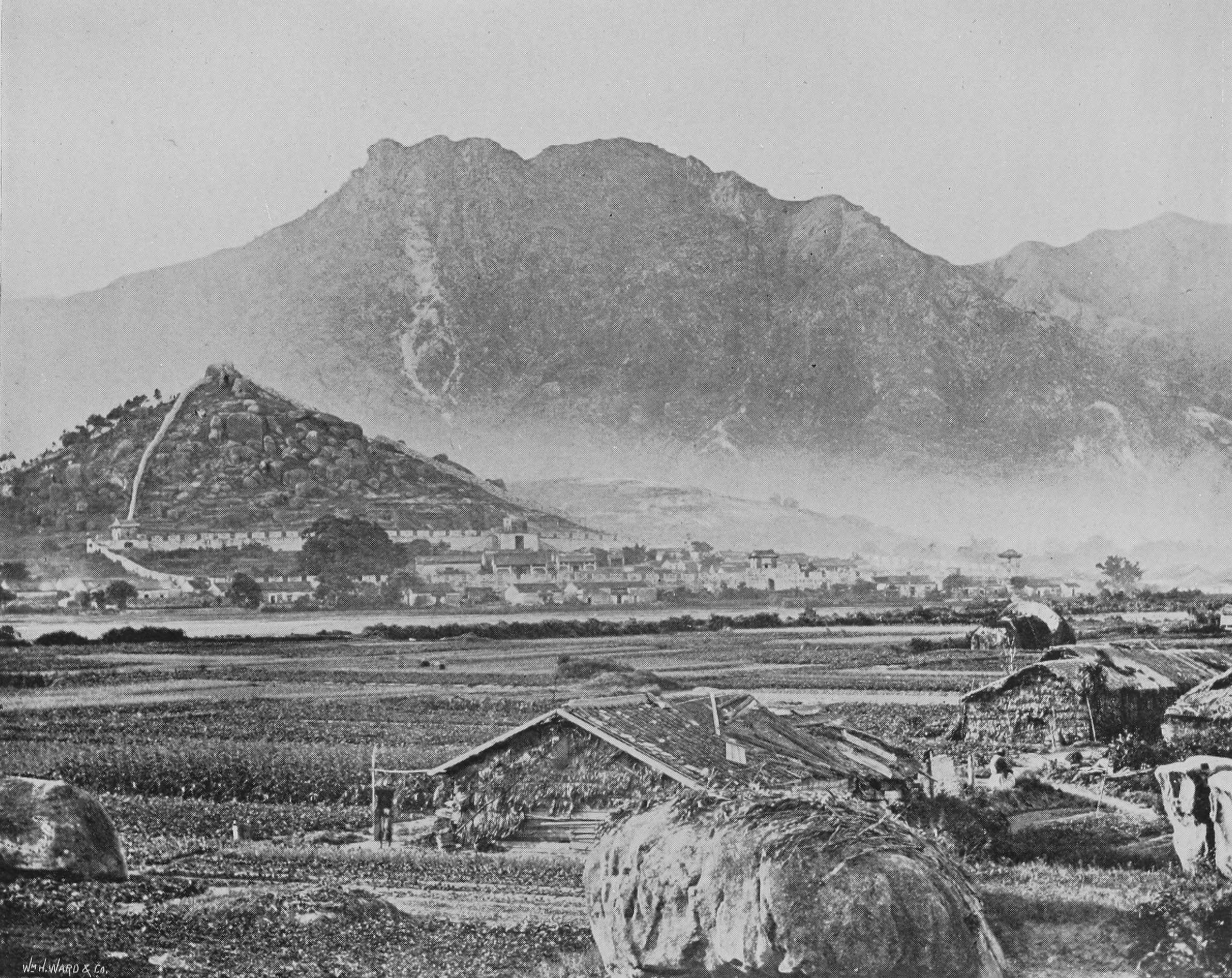
19世紀九龍城一帶的田野

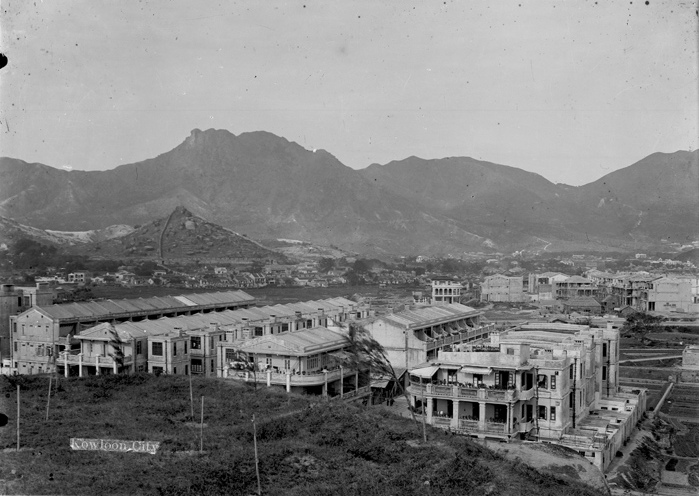
1930年代的九龍城

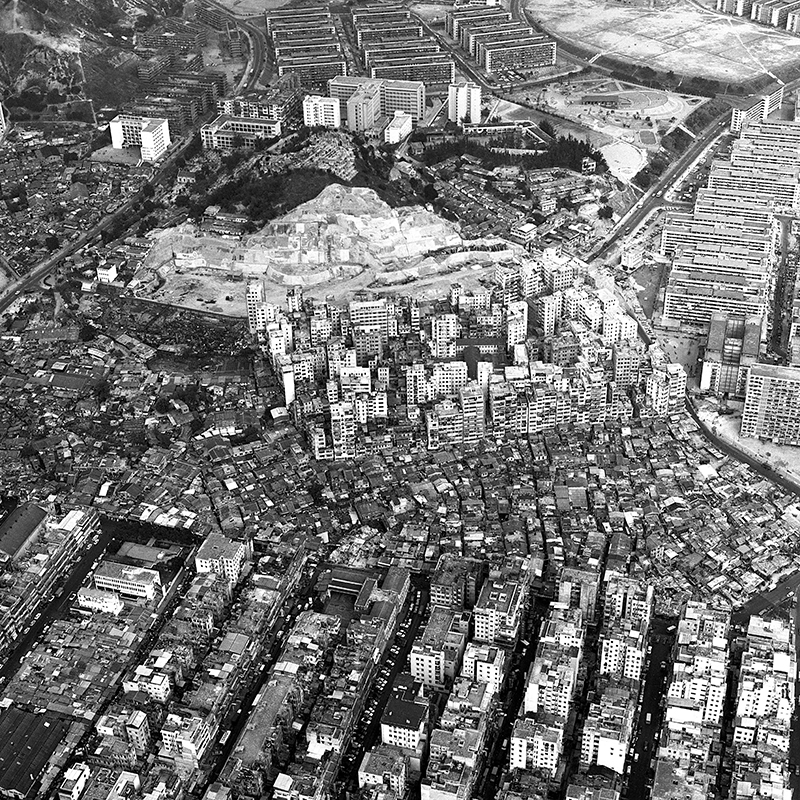
1973年的九龍寨城，圖中位置的西頭村於1984年清拆，其後建成賈炳達道公園

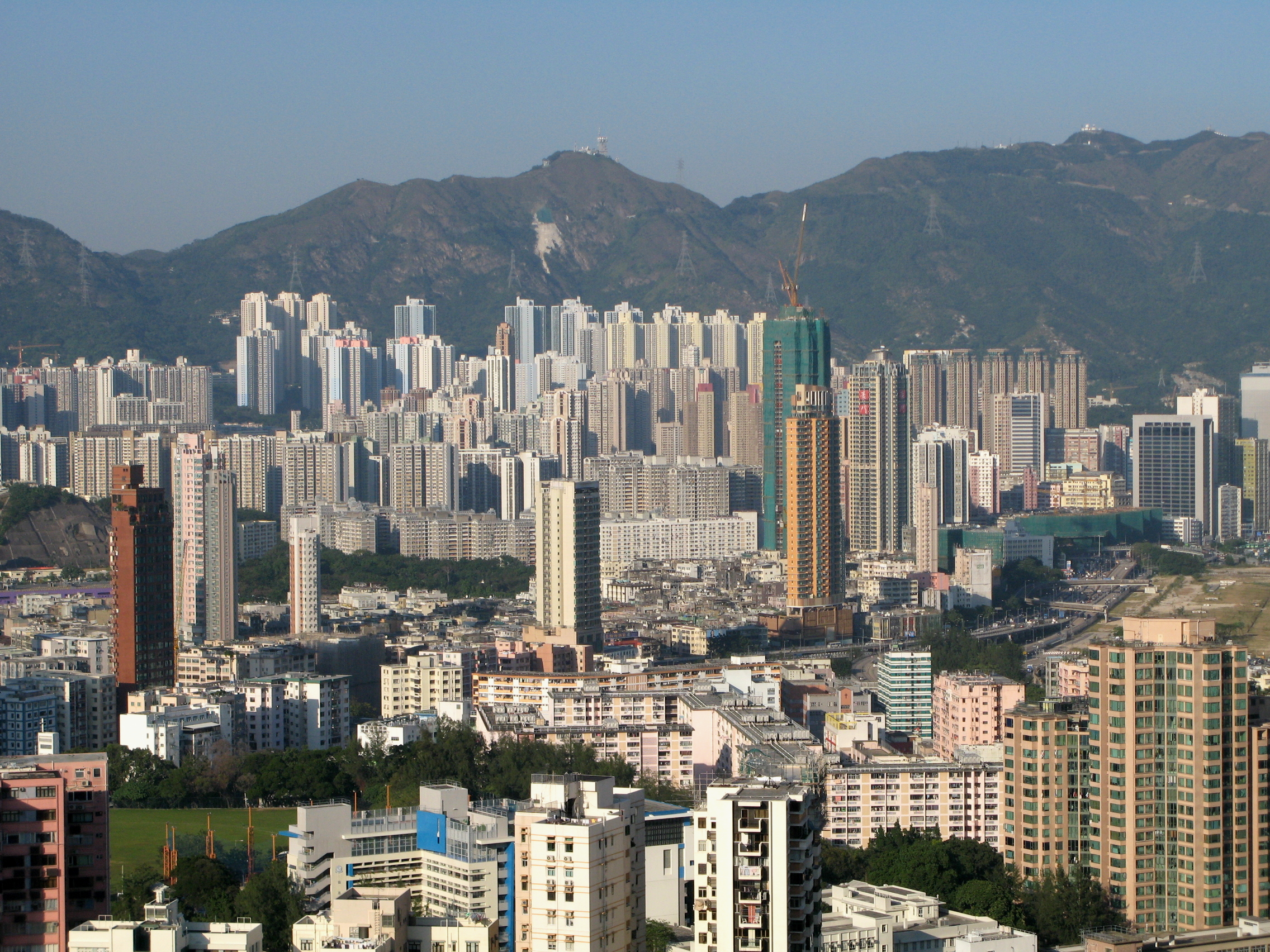
自機場搬遷後，九龍城逐漸有高樓大廈落成（2008年）

九龍城一帶於北宋時期為官富場，香港歷史上的食鹽，除很短的一段時期外，都是由香港政府專賣的。宋代的官富場佔地包括現在九龍尖沙咀、九龍城、土瓜灣以至將軍澳一帶，是當時廣東十大鹽場之一，有軍隊屯衛。
相傳南宋最後兩位皇帝，曾於九龍城附近居住以逃避元朝蒙古軍隊追捕。故元代時有人在此處山石上刻「宋王臺」三字作為紀念。到清代中葉尚存，位置約在現今九龍城寨公園之南，啟德機場舊址的西北方。而二零一四年在興建屯馬綫宋皇臺站（ 宋皇臺公園旁）時，出土大量兩宋時期文物，或可旁證宋帝昺和宋帝昰曾在此處避難。
1842年香港島割讓給大英帝國，清政府1847年決定在九龍城擴建官富寨作軍事駐地，為現今歷史中所知的九龍寨城。
1898年英國租借新界之後，因為香港全境已由英國管治，只剩下彈丸之地的九龍城寨，因租借條件指明九龍城寨由中國官員管理，但英方其後驅逐清朝官員，英方卻未能有效管治，九龍城寨形成中英港政府三不管地帶。
1910至20年代，何啟區德等人組織啟德置業公司，於九龍城附近填海，興建啟德濱住宅區，惟因海員大罷工及省港大罷工相繼爆發，計劃失敗告終，部分土地劃入九龍城，而鄰近海邊部分則改為航空用途，最終形成啟德機場。
1933年6月，港府為了改善當地的衛生情況，宣佈以換地賠屋的辦法，要九龍城寨的全部居民，遷往狗虱嶺（今天慈雲山山腳一帶），拖拉四年不成功。後來港府因為無法理會，所以九龍城寨得以一直保存至1987年。
1984年，中英兩國談判及簽署中英聯合聲明，英國完全讓步，對九龍城寨的主動權轉為中國手中。1987年，港府宣佈清拆九龍城寨。

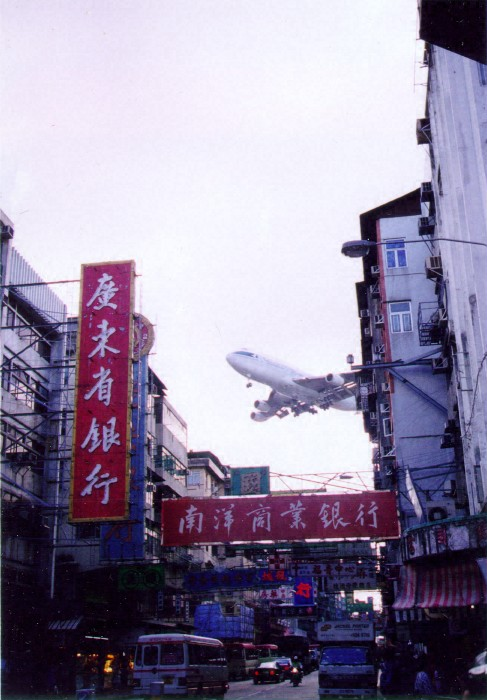
1990年代人烟稠密的九龍城街道，上空有飛機降落

1993年，九龍寨城清拆工程展開，原址改建為一個中式庭園公園。公園保留寨城一些原有的建築物及特色，保留大量重新挖掘出來的清朝和宋朝遺物和建築。至今九龍城寨的香港歷史在公園一小角仍有簡介。
自1998年啟德機場搬遷後，政府放寬樓宇高度限制，近年興建不少單幢住宅，食肆亦因而起變化，開設不少年輕化的茶座以至甜品店。
2012年至2014年，在宋皇臺附近的沙中線港鐵站工地發現眾多兩宋時期至近現代文物，民間有輿論呼籲保育整個考古遺址，但最終香港政府祇是答允保留兩個宋代方井。部分古井及考古遺址則暫時以回填（backfill）方式保育，未公佈最終的保育方式。

## 社區環境

### 資助房屋
- 東頭邨（屬於黃大仙區）
- 東匯邨（屬於黃大仙區）
- 美東邨（屬於黃大仙區）

### 商場
- 九龍城廣場

### 街市
- 九龍城街市

### 醫療服務
- 李基紀念醫局

### 康樂文娛設施

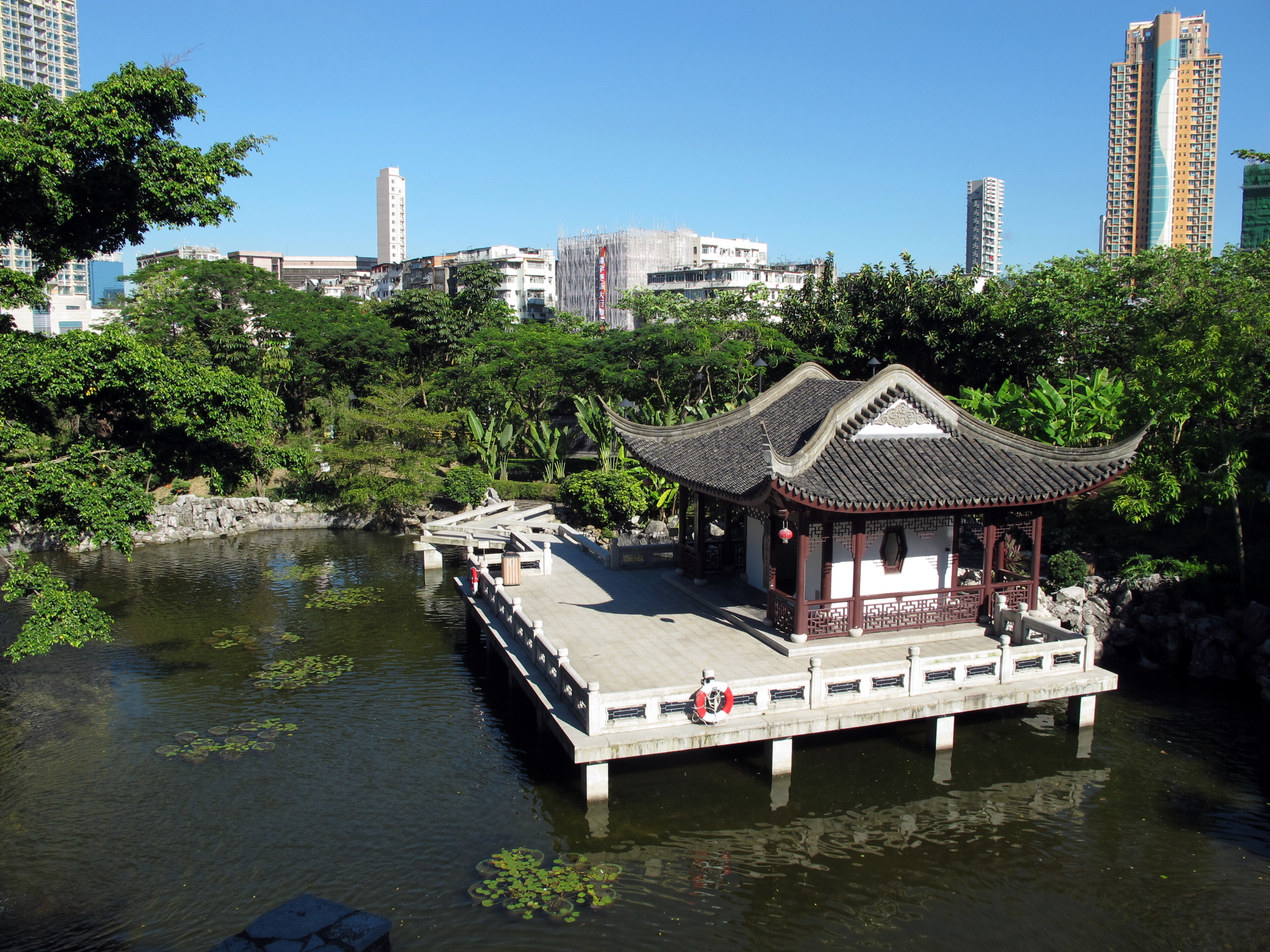
九龍寨城公園

- 九龍寨城公園
- 賈炳達道公園

### 宗教建築
- 侯王古廟

## 教育
- 香港兆基創意書院
- 民生書院

## 文化活動

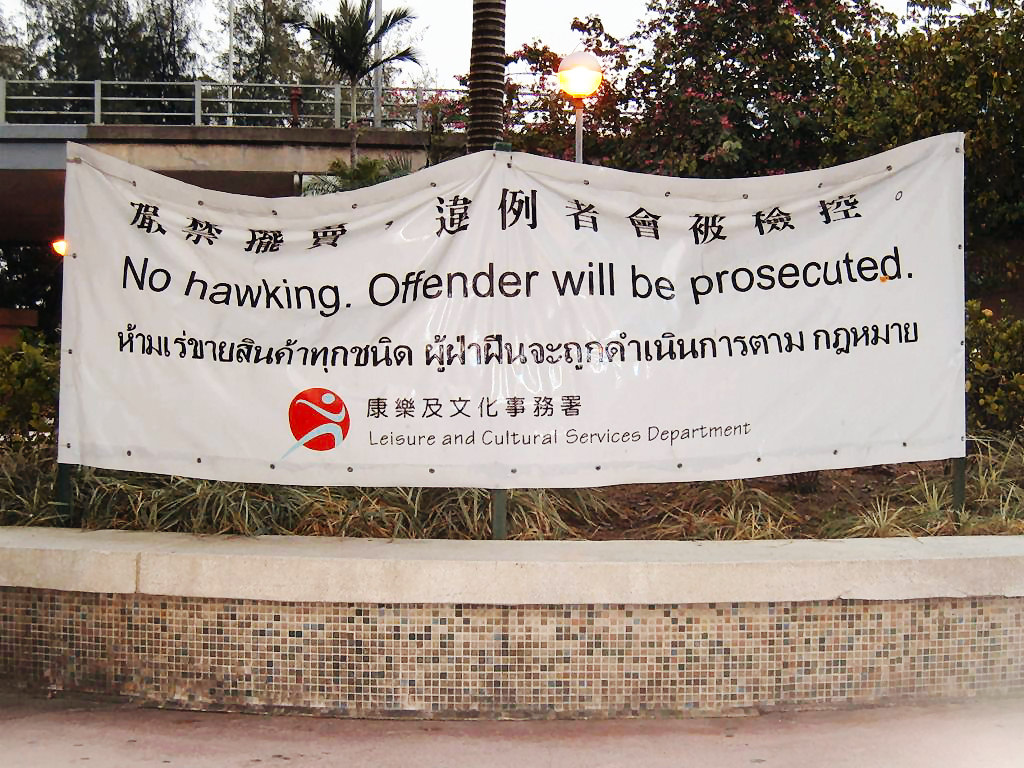
世運公園內的中、英及泰文告示

九龍城有「小泰國」和「小潮州」之稱，衙前圍道一帶的多條內街，共有超過200間不同地方特色的食肆，當中不少是泰國菜，也有潮州菜、越南菜、印度菜、清真菜及四川菜等，區內还有多家特色甜品店，因此這處有「食城」之稱。
坊間對於泰國人聚居九龍城有不同說法。有居住九龍城的泰國人表示，九龍城在1980年代至90年代因來港當家庭傭工，在人生路不熟情況之下，加上鄰近舊啟德機場，為互相關照，開始有泰國人定居。現時區內有5間泰國雜貨店，主要聚集於城南道，區内部份告示更有泰文。
自2007年4月起，九龍城內之城南道每年會舉辦泰國潑水節巡遊及泰國文化表演。城南道及打鼓嶺道亦是九龍城內泰國商店較集中的兩條街道。
由2009年起，逢12月設文化活動「九龍城書節」，以當年牛棚書節的模式舉辦。設書商、創意地攤、講座、工作坊、讀書會和電影放映等活動。活動在香港兆基創意書院舉行，每年吸引不少市民參與。

## 交通

### 主要交通幹道
- 太子道西
- 太子道東
- 亞皆老街
- 界限街
- 聯合道
- 衙前圍道
- 賈炳達道

## 區議會議席分佈
根據九龍城區選區分界圖，九龍城主要部分屬於龍城選區，小部分沙浦道列入黃大仙區東頭選區。為方便比較，以下列表以宋皇臺道、馬頭涌道、亞皆老街、露明道、界限街、聯合道、東頭村道、東正道、沙浦道（包括富豪東方酒店）、原啟德機場（包括原客運大樓至啟德明渠的跑道範圍，即現時啟德發展區）為範圍。
| 年度/範圍                                  | 2000-2003              | 2004-2007              | 2008-2011              | 2012-2015              | 2016-2019              | 2020-2023              |
| ------------------------------------------ | ---------------------- | ---------------------- | ---------------------- | ---------------------- | ---------------------- | ---------------------- |
| 聯合道、東頭村道、東正道、沙浦道、太子道東 | G10 龍城選區           | G10 龍城選區           | G10 龍城選區           | G10 龍城選區           | G10 龍城選區           | G10 龍城選區           |
| 露明道、界限街、亞皆老街                   | G01 馬頭圍選區的一部分 | G01 馬頭圍選區的一部分 | G01 馬頭圍選區的一部分 | G01 馬頭圍選區的一部分 | G01 馬頭圍選區的一部分 | G01 馬頭圍選區的一部分 |
| 太子道東、宋皇臺道以東                     | G11 啟德選區的一部分   | G11 啟德選區的一部分   | G11 啟德選區的一部分   | G11 啟德選區的一部分   | G11 啟德選區的一部分   | G11 宋皇臺選區         |

註：以上主要範圍尚有其他細微調整，請參閱有關區議會選舉選區分界地圖。

## 相關
- 啟德機場

## 參看
- 馬頭圍
- 新蒲崗
- 九龍仔
- 九龍塘
- 九龍街
- 九龍寨城

## 外部連結
维基共享资源上的相關多媒體資源：九龍城